# Peter van Emde Boas
Peter van Emde Boas (né le 3 avril 1945 à Amsterdam) est un informaticien théoricien néerlandais, professeur émérite à l'université d'Amsterdam.
Peter van Emde Boas soutient en 1974 un doctorat à l’université d'Amsterdam sous la direction d'Adriaan van Wijngaarden, nommée Abstract Resource-Bound Classes. À partir de 1977, il est d'abord lecteur (1977) puis professeur (1980) en informatique théorique. Il est professeur émérite depuis 2009.
La structure de données arbre de Van Emde Boas (abrégé en arbre vEB, aussi appelé file de priorité de Van Emde Boas Baum, vEB Baum) porte son nom.
Parmi ses élèves il y a Arjen Lenstra.

## Publications
- Peter van Emde Boas, « Machine Models and Simulation », dans Jan van Leeuwen (éditeur), Handbook of Theoretical Computer Science, Volume A: Algorithms and Complexity, Elsevier/MIT Press, 1990, p. 3-66.
- Renate Bartsch et Peter van Emde Boas (éditeurs), Johan van Benthem : Semantics and contextual expression, Foris Publications, 1989.